# Hrvatska na Paraolimpijskim igrama 2016.
Hrvatska je nastupila na Ljetnim paraolimpijskim igrama u Rio de Janeiru 2016. godine, s devetnaest sportaša u devet disciplina.

## Natjecatelji
U Rio de Janeiru nastupilo je 19 hrvatskih reprezentativaca na Ljetnim paraolimpijskim igrama u devet disciplina: jedanaestero atletičara, četiri stolnotenisačice, dvojica plivača, jedan strijelac i jedna judašica:
- Matija Sloup - atletika (kugla)
- Miljenko Vučić - atletika (kugla)
- Mladen Tomić - atletika (kugla)
- Marijan Presečan - atletika (kugla)
- Josip Slivar - atletika (disk)
- Ivan Katanušić - atletika (disk)
- Velimir Šandor - atletika (disk)
- Zoran Talić - atletika (skok u dalj)
- Mikela Ristoski - atletika (skok u dalj)
- Branimir Budetić - atletika (koplje)
- Milka Milinković - atletika (koplje)
- Lucija Brešković - judo
- Helena Dretar Karić - stolni tenis
- Anđela Mužinić - stolni tenis
- Mirjana Lučić - stolni tenis
- Sandra Paović - stolni tenis
- Dino Sinovčić - plivanje
- Kristijan Vincetić - plivanje
- Damir Bošnjak - streljaštvo

## Odličja
| odličje | natjecatelj/i                      | šport        | događaj                    | nadnevak        |
| ------- | ---------------------------------- | ------------ | -------------------------- | --------------- |
| zlato   | Mikela Ristoski                    | atletika     | ženski skok u dalj - T20   | 15. rujna 2016. |
| zlato   | Sandra Paović                      | stolni tenis | žene pojedinačno - Class 6 | 13. rujna 2016. |
| srebro  | Zoran Talić                        | atletika     | muški skok u dalj - T20    | 11. rujna 2016. |
| srebro  | Anđela Mužinić Helena Dretar Karić | stolni tenis | ženski timski - Class 1-3  | 16. rujna 2016. |
| bronca  | Velimir Šandor                     | atletika     | muški disk F51/52          | 8. rujna 2016.  |